# أوين وليامز (لاعب كريكت)
أوين وليامز (بالإنجليزية: Owen Williams)‏ (20 يونيو 1847 - 12 نوفمبر 1917 في سريلانكا) هو لاعب كريكت أسترالي. لعب مع فريق فكتوريا للكريكت.

## وصلات خارجية
- أوين وليامز على موقع إي آس بي آن كريك إنفو (الإنجليزية)